# ديسقوريا أورانجية
ديسقوريا أورانجية (الاسم العلمي:Dioscorea orangeana) هي نوع من النباتات تتبع جنس الديسقوريا من الفصيلة الديسقورية.
ينمو هذا النبات في غابة أورانجيا قرب أنتسيرانانا في مدغشقر.